# اللجنة الأولمبية اللبنانية
اللجنة الأولمبية اللبنانية (LIB اختصار) هي اللجنة الاولمبية الوطنية التي تمثل لبنان.

## طالع
- قائمة رافعي العلم اللبناني في الألعاب الأولمبية

## وصلات خارجية
http://www.lebolymp.org